# Kärrtapakul
Kärrtapakul (Scytalopus iraiensis) är en starkt utrotningshotad fågel i familjen tapakuler som enbart förekommer i Brasilien.

## Utseende och läten
Kärrtapakulen är en 12,5 cm lång, enfärgat svart tapakul med rätt lång stjärt. Ovansidan är huvudsakligen svartaktig, undersidan mer mörkt askgrå. På buken syns svag bandning, möjligen enbart på subadulta fåglar.  Sången beskrivs som en lång serie med "tchek"-toner inledd med längre och mer modulerade. Varningslätet är ett "pic-pic".

## Utbredning och status
Fågeln förekommer i sydvästra Brasilien (avrinningsområden för Iguaçu och Tibagi, Östra Paraná). IUCN kategoriserar arten som sårbar.